# Naturwald Wotansborn

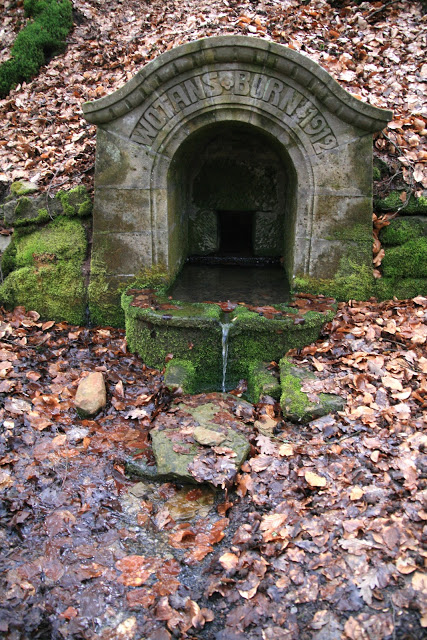
Wotansborn, Quellfassung von 1912

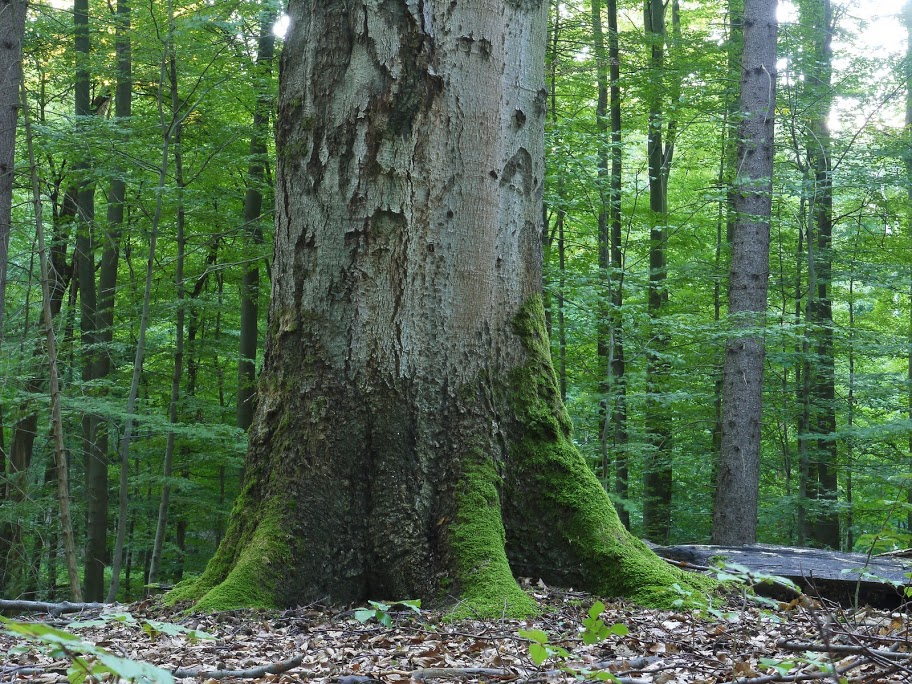
Wotansbuche

Der Naturwald Wotansborn ist ein 3,3 Hektar großes Waldschutzgebiet, welches 2020 unter Schutz gestellt wurde. In diesem Gebiet befindet sich außerdem eine im Jahr 1912 gefasste Quelle am Erlesbach im Nordsteigerwald. Nach ihm ist eine etwa 200 Jahre alte, nur drei Hektar große Buchen-Altholzinsel benannt. Da dieser Buchenbestand nicht mehr genutzt wird, konnten sich zahlreiche Biotopbäume in unterschiedlichen Reifegraden entwickeln, sodass sich dem Besucher der Eindruck eines naturnahen Waldes bietet.

## Geographische Lage
Der Wotansborn befindet sich im unterfränkischen Landkreis Haßberge in einem ausgedehnten Waldgebiet nahe Rauhenebrach. Nordöstlich liegt der Naturwald Knetzberge-Böhlgrund, welcher zu den größten Waldschutzgebieten Frankens gehört. Südlich von Wotansborn liegt das Naturschutzgebiet Weilersbachtal sowie der Naturwald Kleinengelein, wo sich die ältesten Buchen Deutschlands befinden. Das Gebiet liegt vollständig im FFH-Gebiet "Buchenwälder und Wiesentäler des Nordsteigerwalds". Der nächstgelegene Ort ist Fabrikschleichach.

## Geschichte & Schutzstatus

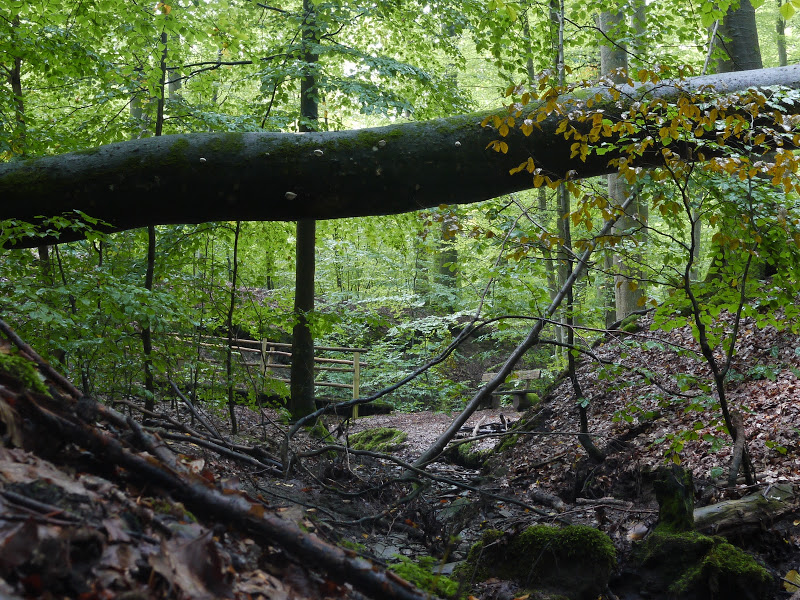
Umgestürzte Buche über dem Erlesbach

Dieser Buchenbestand befand sich mit dem restlichen Steigerwald ab 1023 im Besitz des Würzburger Hochstiftes. Da die Forstflächen bis in das 16. Jahrhundert hinein ziellos bewirtschaftet worden waren, erließ das Hochstift 1721 eine Waldordnung, die festlegte, dass Hauptbäume innerhalb der Schlagfläche belassen werden sollten. Dadurch entstanden mehrschichtige Mittelwälder, welche für die Glas- und Eisenverhüttung gebraucht wurden.
1814 kam der Wald in den Besitz des Königreichs Bayern. Seitdem entwickelte sich der Mittelwald zu einem Hochwald. Der Bestand an Eichen, die als Bauholz genutzt wurden, ging zurück, während die weniger begehrten Buchen überleben konnten. Der etwa 170-jährige Buchenbestand wird nicht mehr forstwirtschaftlich genutzt und hat deshalb entsprechend viele Biotopbäume. Er umfasst heute eine knapp zwei Hektar große Altholzinsel mit einer Quellfassung. Der Buchenaltbestand zeichnet sich seit Aufgabe der Bewirtschaftung zunehmend durch ökologisch wertvolle Totholzstrukturen aus. Abgesehen von notwendigen Maßnahmen des Waldschutzes und der Verkehrssicherung findet in Naturwaldreservaten und Naturwäldern keine Bewirtschaftung und keine Holzentnahme statt.

## Quelle
Im Naturwald liegt die gleichnamige Wotansborn-Quelle, die im Jahre 1912 gefasst wurde. Nach der Quelle heißt das Gewässer Erlesbach, welcher nach einigen Flusskilometern in die Rauhe Ebrach mündet.

## Fauna und Flora
Am Wotansborn kommen folgende Amphibienarten vor:
Feuersalamander (Larven im Erlesbach)
Teichmolch
Bergmolch
Laubfrosch
Springfrosch
Grasfrosch
Erdkröte

## Bildergalerie
| Bild | Erläuterung |
| ---- | --- |
|      | Umgestürzte Buche in „Transwotanien“, einem schmalen Waldstreifen jenseits des Erlesbaches |
|      | Mooshaut-Buche: Die Stämme alter Buchen sind oft auf der humiden Seite von Moosen bedeckt. |
|      | Die Kragenbuche besitzt einen Stammwulst. Es handelt sich um Veränderungen durch Buchenkrebs, die durch einen parasitischen Pustelpilz (Nectria ditissima) ausgelöst werden. Der Baum stirbt an dieser Wucherung nicht, doch verliert er an wirtschaftlichem Wert.                                                       |
|      | Die Höhlenbuche ist durch ihre viele Meter lange Stammhöhle ein sog. Biotop-Baum. Solche Höhlen sind beliebte Lebensräume für Fledermäuse, Eulen und Wildbienen. |
|      | Großes Springkraut oder Rühr-mich-nicht-an (Impatiens noli-tangere), bekannt durch seine Schleuderfrüchte |
|      | Am Wotansborn kommen mehrere Korallenpilze (Ramaria spec.) vor. Sie zählen zur Familie der Schweinsohrverwandten (Gomphaceae). |
|      | Rotrandiger Baumschwamm (Fomitopsis pinicola), ein häufiger Baumpilz. Er scheidet überschüssiges Wasser in Tropfenform aus (Guttation). |
|      | Zunderschwämme richten sich immer so aus, dass die Porenschicht (Hutunterseite) senkrecht zur Schwerkraft orientiert ist. |
|      | Die Schmetterlings-Tramete (Trametes versicolor) ist eine holzbewohnende Pilzart. |
|      | Riesenporling (Meripilus giganteus) – Die Sporenkörper können bis zu 1 Meter Durchmesser betragen. |
|      | Der Feuersalamander (Salamandra salamandra) ist in Deutschland vor allem in bewaldeten Landschaften beheimatet. |
|      | Feuersalamander-Larve mit Kiemen: Der Erlesbach bietet die wesentlichen Voraussetzungen als Lebensraum von Feuersalamander-Larven: Das Wasser ist kühl und sauerstoffreich, nährstoffarm und fischfrei. Damit die Larven nicht weggespült werden, müssen auch schnell fließende Quellbäche Stillgewässerzonen enthalten. |
|      | Zapfen einer Douglasie: Die aus den Zapfen herausragenden Schuppen wurden von den Indianern als Hinterenden von Mäusen (Schwanz, Hinterbeine) gedeutet, die sozusagen eingeklemmt wurden, als sie die Samen rauben wollten.                                                                                              |
|      | Laubfrosch-Männchen mit Schallblase: Der Laubfrosch ist in Unterfranken selten, hat jedoch einen ausgeprägten Verbreitungsschwerpunkt im Steigerwald und in den Haßbergen. |
|      | Schmutzbecherling (Bulgaria inquinans): Bei Reife beschmutzt der Pilze seine Umgebung mit den schwarzen Sporen. Diese wurden früher auch zum Färben verwendet. |